# غارهای بان مسیتی
غارهای بان مسیتی به مجموعه غارهایی در پنج کیلومتری شمال باختری روستای تیس در دامنه کوه شهبازبند (در نزدیکی چابهار) گفته می‌شود. 
یک غار طبیعی و دو غار مصنوعی در کنار هم قرار دارند. مجموعه این غارها را مردم محل به نام بان مسیتی می‌شناسند. غار اول طبیعی و به شکل نیم دایره‌است و با استفاده از روش تراشکاری درون غار و دهانهً آن توسعه پیدا کرده‌است. یک آرامگاه کوچک از گچ به صورت دوسطح افقی که بر روی یکدیگر قرار دارند و فاقد آثاری مانند سنگ‌نبشته، خط و لوحه در عمق یک متر از سطح غار دیده می‌شود که در گرد آن یک فضای کوچک وجود دارد. 
از سطح غار تا آرامگاه به اندازه یک پله گودی دارد. مکعبی از سنگ و گچ بر فراز آرامگاه ساخته شده که زیر بنای یک گنبد کوچک است بدنه‌های پیرامون این مکعب را با گچ برنگ سفید در آورده‌اند در ورودی آرامگاه رو به دره تیس و به موازات دهانه ورودی غار واقع شده‌است. سطح آرامگاه در اندازه ۸/۰×۱/۳×۸/۱ متر است بر روی دیواره‌های مکعب آرامگاه گچکاری و با جوهر قرمز و بنفش خطوط و علاماتی نقش گردیده که به مانند خط گجراتی و هندی هستند. طول و عرض غار ۱۸۰×۲۴۰ متر و ارتفاع آن نیز ۲۴۰ متر است. یک غار مصنوعی سوی راست غار طبیعی به فاصله هفت قدم قرار دارد که آثار تراش به خوبی در آن آشکار است. 
دهانه آن هشتاد سانتیمتر ارتفاع دارد و سقف آن کوتاه است و اکنون به دلیل خرابی یک آدم متوسط به زحمت در آن به گونهٔ خمیده می‌تواند بایستد و در پایان مسدود است و احتمال دارد حفره‌ها یا روزنه‌های طبیعی یا مصنوعی در بخش انحنای خلفی کوه این غار را با غار سوم متصل کرده باشد یا به چاه‌های زیرزمینی که محلی برای دفن مردگان در معابد کهن است برساند و سکویی که از سنگ وگچ ساخته شده‌است دیده می‌شود که دهانه ورودی آن ۸۰ سانتیمتر و سقفی کوتاه دارد. به فاصله ۵۰ متر در سوی چپ غار اصلی، غار سوم که طول دهانه قوسی آن حدود ۲۰ متر است قرار دارد گویا این غارها جزو یک واحد تأسیساتی ساختمانی بوده و به منزله حجره‌ها و توقفگاههای معبد یا پرستشگاهی بوده و در سطح زمین تا ورود به دهانهٔ غار، پلکانی وجود داشته که آثار آن بر جای مانده است.